# زمین‌لرزه احتمالی تهران

موقعیت گسل‌های نزدیک شهر تهران

گسل‌های بزرگ موجود در شعاع ۱۵۰ کیلومتری تهران

زمین‌لرزهٔ احتمالی تهران یا احتمال وقوع زلزلهٔ در تهران به پیش‌بینی‌های منابع دانشگاهی و منابع رسمی دولتی و خبرگزاری‌ها مبنی بر احتمال وقوع یک زمین‌لرزهٔ برجسته در تهران اشاره دارد.
مطالعه‌ای در سال ۱۳۹۷ نشان داده که امکان وقوع زلزله‌ای شدید در تهران میان سال‌های ۱۴۰۳ تا ۱۴۰۹ خورشیدی وجود دارد.
رشد شهری در تهران به شکل نادرست انجام شده و حدود ۸ میلیون نفر از جمعیت تهران در ناحیهٔ بسیار خطرناک قرار دارند. یک پژوهش زمین‌شناسی پیش‌بینی می‌کند که زلزله‌ای با بزرگی حدود ۷ ریشتر در تهران ۶۴۰٬۰۰۰ مسکن را از مجموع ۱٬۱۰۰٬۰۰۰ مسکن ویران کرده و علاوه بر این بیش از یک میلیون و نیم از جمعیت تهران را کشته و حدود چهار میلیون و سیصد هزار نفر را زخمی‌کند. به‌گفتهٔ ریفات لطیفی، متخصص جراحی بالینی در دانشگاه آریزونا، حدود ۲۰ درصد از مرگ‌های مربوط به این زمین‌لرزه احتمالی در ۲ ساعت اول اتفاق می‌افتد که از جمله دلایل اصلی آن خفگی در اثر استنشاق گرد و غبار، فشار بر قفسه سینه، شوک افتادن قند خون یا سرمازدگی می‌باشد. بقیه ۸۰ درصد مرگ و میر در ۳ روز اول اتفاق می‌افتد و دلیل آن از دست دادن آب بدن، سرمازدگی، نشانگان له شدن، نارسایی کلیوی، عفونت زخم، یا گندخونی می‌باشد. در سال ۱۳۹۲، به نقل از مهرداد حلوایی دبیر کمیتهٔ دفع آفات شهری و صنعتی شهرداری تهران عنوان گردید که اگر زلزله‌ای جدی در تهران به وقوع بپیوندد، موش‌ها در زیر زمین، زیرآوار ماندگان را تا رسیدن نیروهای امدادی می‌خورند و زنده نخواهند گذاشت؛ این ادعا بعد از آن توسط اسماعیل کهرم استاد دانشگاه و مشاور رئیس سازمان حفاظت محیط زیست تأیید شد.
گسل‌های اصلی تهران شامل گسل مُشاء - فَشَم، گسل شمال تهران، گسل نیاوران، گسل تِلو پایین، گسل محمودیه و گسل شیان و کوث می‌شود و این گسل‌ها خطرناک می‌باشد. طبق محاسبات علی درویش زاده (پدر علم زمین‌شناسی ایران)، این دوره برای تهران ۱۵۰ سال است در حالی که از وقوع آخرین زمین‌لرزهٔ بزرگ آن ۱۸۰ سال گذشته. این تأخیر ۳۰ ساله به این معنی است که زمین‌لرزهٔ بعدی، احتمالاً شدت و بزرگی بیشتری خواهد داشت. انرژی زمین در حال جمع شدن در گسل هاست و زلزله بعدی تهران قابلیت وقوع تا ۷/۵ ریشتر را دارد. گسل شمال ری، گسل جنوب ری، گسل کهریزک، گسل گرمسار، گسل پیشوا، گسل پارچین هستند؛ البته گسل‌های فرعی زیادی در سطح شهر تهران وجود دارد مانند نارمک، شادآباد، داوودیه، عباس‌آباد، باغ فیض و … بر پایهٔ پژوهش گروه همکاری‌های بین‌المللی ژاپن جایکا (JICA) از این میان احتمال فعال شدن سه گسل مشا، جنوب ری و شمال تهران تشخیص داده شد که فعال شدن هر کدام خسارات و شدت گوناگونی را در هر منطقه از تهران در پی خواهد داشت. البته در ماهیت گسل ری تردید وجود دارد.

## گسل‌های خطرناک تهران
گسل مُشا و گسل ری خطرناک‌ترین گسل‌های تهران هستند. گسل مشا با ۲۰۰ کیلومتر طول از شمال شرق تا برج‌های منطقهٔ ۲۲ غرب تهران را تحت تأثیر قرار می‌دهد. حدود ۹۰ کیلومتر مربوط به گسل‌های شمال تهران است. گسل ری با طول ۲۰ کیلومتر، از جادهٔ خاوران شروع و روی جادهٔ کمربندی تهران در چهاردانگه پایان می‌یابد. گسل مُشا می‌تواند زمین‌لرزه‌ای به بزرگی ۷ تا ۷٫۵ ریشتر ایجاد کند.

## احتمالات زمان وقوع زمین‌لرزه
فهرست زمین‌لرزه‌های ایران در مقیاس‌های نزدیک ۷ ریشتر در ناحیهٔ اطراف تهران به شرح زیر است:
| سال              | بخش        | گسل        | اندازه  | مقیاس مرکالی |
| ---------------- | ---------- | ---------- | ------- | ------------ |
| ۳۰۰ پیش از میلاد | ری         | پارچین، ری | ۷٫۶     | X            |
| ۷۴۳ میلادی       | دروازهٔ خزر | گرمسار     | ۷٫۲     | Vlll+        |
| ۸۵۵ میلادی       | ری         | کهریزک     | ۷٫۱     | Vlll+        |
| ۹۵۸ میلادی       | طالقان     | مشاء       | ۷٫۷     | X            |
| ۱۱۱۷ میلادی      | کرج        | تهران      | ۷٫۲     | VIII+        |
| ۱۶۶۵ میلادی      | دماوند     | مشاء       | ۶٫۵     | Vill+        |
| ۱۸۱۵ میلادی      | دماوند     | مشاء       | نامعلوم | V+           |
| ۱۸۳۰ میلادی      | دماوند     | مشاء       | ۷٫۲     | VIII+        |

داده‌ها نشان می‌دهد که در منطقهٔ تهران حدود هر ۱۵۸ سال یک زمین‌لرزه اتفاق می‌افتد. آخرین زمین‌لرزهٔ برجسته در تهران مربوط به سال ۱۸۳۰ میلادی و به بزرگی ۷٫۲ ریشتر بود. به نظر کارشناسان پژوهشگاه بین‌المللی زلزله‌شناسی و مهندسی زلزلهٔ ایران، بر اساس آمار لرزه‌خیزی و تاریخی موجود انتظار می‌رود در دایره‌ای به مرکزیت تهران با شعاع ۱۰۰ کیلومتر هر ۲۰۰ سال یکبار زمین‌لرزه‌ای با بزرگای ۷ ریشتر، هر ۲۰ سال یکبار زمین‌لرزه‌ای با بزرگای ۶ ریشتر، هر ۲ سال یک‌بار زمین‌لرزه‌ای با بزرگای ۵ ریشتر و هر ۶ ماه یکبار زمین‌لرزه‌ای با بزرگای ۴ ریشتر رخ بدهد.
در مورد زمین‌لرزه‌های تاریخی منطقهٔ تهران، آرش سلحشور مدیر مؤسسهٔ دیرینه‌شناسی فلات اعتقاد دارد که یکی از عظیم‌ترین و ویرانگرترین زمین لرزه‌های تهران در محدودهٔ زمانی قرن هفتم و هشتم هجری قمری اتفاق افتاده است که افزون بر مطالعات زلزله‌شناسی، مدارک و شواهد باستان‌شناسی نیز این موضوع را تأیید می‌کند.
به گفتهٔ محمودرضا دلاوری، مدیر کار گروه سیستم‌های اطلاعات مکانی پردیس فنی دانشگاه تهران: «وقوع زلزله در تهران حتمی است و طبق تحقیقات زلزله دارای یک دورهٔ بازگشت است که طبق برآوردها هر ۱۵۰ سال یک بار یک زلزلهٔ بزرگ رخ می‌دهد و با توجه به اینکه بزرگ‌ترین زلزله در تهران در ۱۷۰ سال گذشته رخ داده است باید خود را برای وقوع زلزلهٔ بزرگ در کلانشهرها آماده کنیم.» نوربخش غلامی، استاد دانشگاه تهران و زمین‌شناس، در سال ۱۳۸۹ پیش‌بینی کرده که طی چند سال آینده زلزله‌ای با مقیاس ۷ ریشتر در تهران رخ می‌دهد که نتیجهٔ آن فاجعه‌ای مخرب‌تر از بم خواهد بود، و بحرانی ایجاد می‌شود که شاید در هیچ جای دنیا مشابهٔ آن اتفاق نیافتاده باشد.
از طرف دیگر محمدرضا حاتمی عضو پژوهشگاه زلزله مرکز ژئوفیزیک دانشگاه تهران می‌گوید: «شاید دولتی بخواهد جمعیت را در سطح کشور پراکنده کند … ولی اینکه تهران زلزله‌خیز است، در آن شکی وجود ندارد. امکان وقوع زمین لرزه در تهران را هیچ‌کس نمی‌تواند پیش‌بینی کند، کما اینکه کسی نمی‌تواند بگوید زلزله نخواهد آمد.»

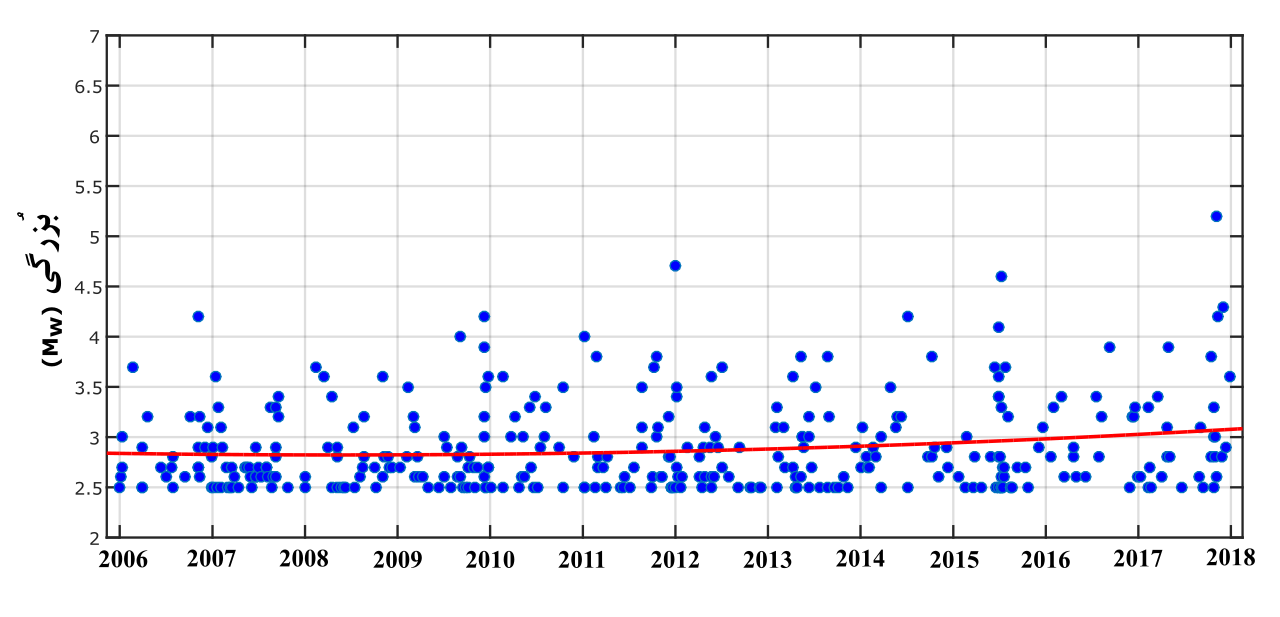
زمین‌لرزه‌های با بزرگی بیشتر از ۲٫۵ روی‌داده در ناحیهٔ تقریبی استان تهران (منطقهٔ بین عرض جغرافیایی ۳۵ تا ۳۶ درجه و طول جغرافیایی ۵۰٫۵ تا ۵۳ درجه) از ابتدای سال ۲۰۰۶ تا فوریه ۲۰۱۸.

## آثار اقتصادی زلزله در تهران
بر اساس مطالعات دانشگاه کمبریج انگلستان، بازارهای در حال توسعه و به‌خصوص بازارهای آسیایی، بیشترین خسارت را از حوادث طبیعی نظیر زلزله، سیل، طوفان، آتش‌سوزی و … متحمل می‌شوند. همچنین شهرهای تایپه، توکیو، سئول، مانیل و تهران بیشترین خسارت را از زلزله متحمل می‌شوند. افزون بر این، بر اساس نتایج این مطالعه، علاوه بر شهر تهران، شهرهای زیر نیز شهرهای پرخطر ایران هستند که در این سیاهه آمده‌اند:
- تهران (پنجمین شهر پرخطر جهان)،
- قم (بیست و پنجمین شهر پرخطر جهان)،
- اهواز (سی‌امین شهر پرخطر جهان)،
- شیراز (سی و چهارمین شهر پرخطر جهان)،
- کرج (سی و ششمین شهر پرخطر جهان)،
- کرمانشاه (سی و هفتمین شهر پرخطر جهان)،
- تبریز (چهل و سومین شهر پرخطر جهان).

## زمین‌لرزه‌های ۱۳۹۶ اطراف تهران
پس از زمین‌لرزه ۱۳۹۶ تهران که در مرز استان البرز و تهران و نزدیک ملارد بود، تا ۳ دی‌ماه، ۲۰ پس‌لرزه اتفاق افتاد، و چند روز بعد، در ۵ دی‌ماه ۱۳۹۶ ساعت ۳:۵۷ صبح به وقت تهران لرزه‌ای ۶/۱ ریشتری در ملارد ثبت شد. بعد از ظهر همان روز، ساعت ۱۴:۰۱ لرزه ای ۱٫۶ ریشتری در دماوند نیز ثبت شد و بعد از آن، ساعت ۵۵ دقیقهٔ بامداد روز ۶ دی، زلزله‌ای ۴٫۲ ریشتری در ملارد رخ داد.

## زمین‌لرزهٔ اردیبهشت ۱۳۹۹ دماوند
زمین‌لرزهٔ ۵٫۱ ریشتری در تاریخ ۱۹ اردیبهشت ۱۳۹۹، شهر دماوند در استان تهران را لرزاند. به نقل از مرکز لرزه‌نگاری کشوری، کانون این زمین‌لرزه ۶ کیلومتری شمال غرب دماوند بود. این زلزله یک پیش‌لرزهٔ ۲٫۹ ریشتری و چندین پس‌لرزه داشت که بزرگ‌ترین آن‌ها به بزرگی ۴ ریشتر بود. مرکز لرزه‌نگاری آمریکا قدرت این زلزله را ۴٫۶ ریشتر و ۲ کیلومتری شمال‌غربی دماوند اعلام کرد. حرکت گسل مُشا علت وقوع این زلزله عنوان شده است.
تا ۷۲ ساعت بعد، زلزله‌هایی با بزرگی ۲٫۱ تا ۳٫۸ ریشتر در ناحیه اتفاق افتاد.
با توجه به تعداد بالای لرزش‌ها، نمی‌توان تعیین کرد کدام یک از این زلزله‌ها پس‌لرزه یا پیش‌لرزهٔ زلزله‌ای بزرگ‌تر بودند.

## زمین‌لرزهٔ مرداد ۱۴۰۰ بومهن و رودهن
ساعت ۱۷:۱۱:۴۹ عصر روز یکشنبه، ۲۴ مرداد ۱۴۰۰ زلزله ای به بزرگی ۳٫۹ ریشتر شرق تهران را لرزاند.
طبق اعلام مرکز لرزه‌نگاری کشوری و مؤسسهٔ ژئوفیزیک دانشگاه تهران کانون این زلزله در ۹ کیلومتری بومهن (تهران)، ۹ کیلومتری رودهن (تهران) و ۱۰ کیلومتری پردیس (تهران) بوده و نزدیکترین مراکز استان نیز ۴۴ کیلومتری تهران و ۸۰ کیلومتری کرج گزارش شده است.

## زمین‌لرزهٔ اریبهشت ۱۴۰۴ ماهدشت
در ساعت ۲۱:۰۰:۴۷ روز پنج‌شنبه ۱۳ اردیبهشت ۱۴۰۴، زمین‌لرزه‌ای به بزرگی ۴ ریشتر، مرز استان‌های البرز و تهران، حوالی ماهدشت را لرزاند. این زمین‌لرزه در عمق ۸ کیلومتری زمین به وقوع پیوست و در برخی مناطق اطراف نیز احساس شد.

## تغییر شکل گسل مُشا
طبق اعلام سازمان نقشه‌برداری کشور، بر اثر وقوع زمین‌لرزهٔ ۵٫۱ ریشتری اردیبهشت ۱۳۹۹ در ناحیهٔ دماوند، گسل مُشا دچار تغییر شکل گردیده است و این به معنای بالا رفتن احتمال وقوع زمین‌لرزه‌های بزرگ‌تر در این گسل می‌باشد.

## فعال شدن گسل شرق تهران
طبق گزارشات گسل شرق تهران بعد از مدتی طولانی دوباره فعال شده است و احتمال دارد در آینده باعث وقوع زلزله‌های قوی‌تری شود.

## بیم و امیدها
بر اساس برخی نظرات بدبینانه این زلزله احتمالی بین ۱ تا ۲ میلیون نفر تلفات جانی و میلیاردها دلار خسارت خواهد داشت. ولی یک گروه از محققان ژاپنی در دهه هشتاد خورشیدی با بررسی نوع و طول و برهم کنش گسل‌های فعال در تهران و اطراف آن امکان وقوع چنین زلزله شدیدی را بسیار پایین دانستند و نهایت حد ممکن را ۵ تا ۶ ریشتر تخمین زدند. همچنین دوره بازگشت صرفاً جنبه آماری در مورد اطلاعات موجود و قبلی را دارد. دوره بازگشت یک عدد متوسط است برای مثال اگر دوره بازگشت زلزله ۲۰۰ سال باشد ممکن است ۵۰ سال زودتر یا ۱۰۰ سال دیرتر رخ دهد بنابراین این حرف که دوره بازگشت زلزله به پایان رسیده حرفی شبه علمی است و ممکن است زلزله مورد نظر خیلی زود یا شاید صدها سال بعد رخ دهد و با علم امروز نمی‌توان نظر قطعی داد. با ورود فن آوری دمپرهای میراگر از ژاپن و اجرا در چند ساختمان در تهران می‌توان امیدوار بود خسارات زلزله در صورت همه‌گیری این فن آوری در تهران بسیار پایین آیدضمنا توجه داشته باشید آخرین زلزله تهران در زمان قاجار بوده است قبل از آن تا ۶۰۰ سال زلزله بالای ۶ ریشتر در شهر تهران نیامده.